# Dictionnaire de Trévoux

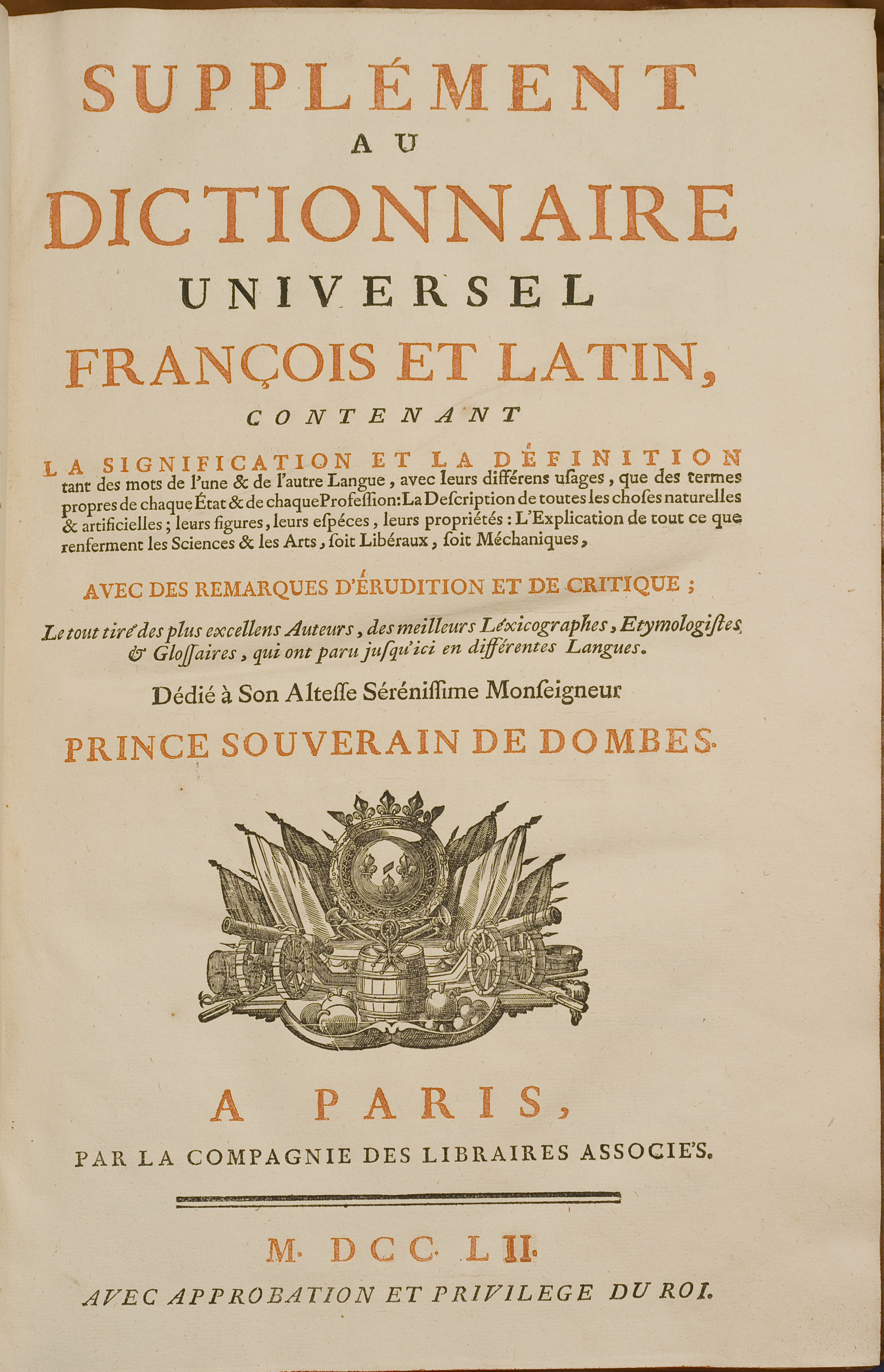
Primeira página do Supplément au dictionnaire universel françois et latin (Paris, 1752)

O Dictionnaire de Trévoux, como ficou conhecido não oficialmente o Dictionnaire universel françois et latin por ter sido publicado em Trévoux (perto de Lyon, França), é um dicionário etimológico que teve várias edições entre 1704 e 1771. Ao longo do século XVIII foi tido por ser de direção jesuíta, uma suposição apoiada por alguns académicos modernos.
A primeira edição (1704) do Dictionnaire de Trévoux era quase uma reedição da edição de 1701 do Dictionnaire universel (1690) de Antoine Furetière, com um pequeno número de revisões e artigos adicionais. A partir da largamente aumentada edição de 1721, o Dictionnaire de Trévoux tornou-se muito usado e considerado, como fonte importante para a Cyclopaedia (1728) de Ephraim Chambers e para a Encyclopédie (1751–72), entre outras obras.